# Меллеруд
Меллеруд (швед. Mellerud) — населённый пункт в одноимённом районе, лен Вестра-Гёталанд. В городе есть 2 футбольные команды «Melleruds IF» и «Åsebro IF».
Наряду с этим городом в район входят Далс-Росток и Осенсбрюк.

## Известные жители
- Арвидсон, Агнес (1875—1962) — шведская химик и фармацевт.